# Maremagnum
El Maremagnum és un centre comercial ubicat al moll d'Espanya del Port Vell de Barcelona.
L'oferta comercial que ofereix se centra en la restauració i les botigues de moda i complements de grans cadenes catalanes i internacionals, com ara les següents: Bershka, Calzedonia, Claire’s, Desigual, Felgar, Inside, Intimissimi, Jack & Jones, Lacoste, Lefties, Macson, Mango, Marypaz, New Balance, Oysho, Pandora, Parfois, Pimkie, Primadonna, Pull and Bear, Springfield, Stradivarius, Superdry, Victoria’s Secret, Women'Secret i H&M. És l'únic centre comercial de Barcelona que té permís per a obrir els 365 dies de l'any, perquè es troba en una zona qualificada com a turística. Rep una mitjana de 13 milions de visitants anuals, la majoria turistes.

## Característiques
El Maremagnum té 22.000 metres quadrats de superfície comercial repartits en dos edificis. L'edifici principal, de tres plantes, fa 18.800 metres quadrats i conté la major part de l'oferta comercial del complex, formada per una vuitantena de botigues minoristes de moda i restaurants, així com un aparcament de 850 places. El segon edifici, de 3.200 metres quadrats, va acollir un cinema multisala gestionat per Cinesa. Entre tots dos edificis s'estén la plaça de l'Odissea. La Rambla de Mar, una passera de fusta de 380 metres de llarg, uneix per sobre de l'aigua el moll d'Espanya amb la plaça del Portal de la Pau i La Rambla.

## Història
El Maremagnum és fruit de la transformació del litoral de Barcelona iniciada al final de la dècada del 1980 de cara als Jocs Olímpics del 1992. Tot el moll d'Espanya del Port Vell de Barcelona es va destinar a equipaments lúdics, amb el cinema panoràmic IMAX Port Vell, l'Aquàrium de Barcelona i el centre comercial Maremagnum, inaugurats el 1995. El centre comercial va ser obra dels arquitectes Helio Piñón, Albert Viaplana i Rafael Coll.
Inicialment, l'oferta comercial del Maremagnum se centrava en l'oci, especialment el nocturn, amb un cinema multisala, restaurants, bars de copes i discoteques. Però durant els primers anys va ser escenari de diverses baralles nocturnes, que van culminar el 2002 amb l'homicidi de Wilson Pacheco, un ciutadà equatorià que uns vigilants de seguretat d'una discoteca van llençar al mar.
Arran d'aquests incidents, el complex va començar a reconvertir-se en un centre d'oci familiar i diürn que afavoria els restaurants i les botigues de moda en detriment de les discoteques i els bars musicals. El canvi estratègic va anar acompanyat d'una reforma arquitectònica a càrrec de Ricard Mercadé, que va incloure la construcció d'una claraboia de 700 metres quadrats per incrementar la il·luminació natural del recinte. El 23 de setembre del 2005 s'hi va fer la festa de reinauguració del nou Maremagnum. El 2009 van tancar els dos darrers locals d'oci nocturn que encara quedaven, dels 25 que hi havia hagut. El 2012, la planta superior, tradicionalment ocupada por aquests locals, es va reformar per acollir-hi una zona de restaurants batejada com «La terrassa».